# فدراسیون فوتبال لوکزامبورگ
فدراسیون فوتبال لوکزامبورگ (فرانسوی: Fédération Luxembourgeoise de Football‎) نهاد اداره‌کننده مسابقات فوتبال و فوتسال در کشور لوکزامبورگ است.
این فدراسیون که در ۱۹۰۸ تأسیس شده عضو یوفا و فیفا نیز می‌باشد و مقر آن در شهر موندرکانژ است.
مسابقات لیگ ملی فوتبال لوکزامبورگ و جام حذفی فوتبال لوکزامبورگ زیر نظر این فدراسیون برگزار می‌شود.